# NGC 795
NGC 795 este o galaxie lenticulară situată în constelația Eridanul. A fost descoperită în 27 octombrie 1834 de către John Herschel. Se află la o distanță de 63,68 de megaparseci de Pământ.